# 邦妮貝爾 (加利福尼亞州)
邦妮貝爾（英語：Bonnie Bell）是位於美國加利福尼亞州河濱縣的一個非建制地區。該地的面積和人口皆未知。

## 地理
邦妮貝爾的座標為33°56′57″N 117°38′37″W / 33.94917°N 117.64361°W，而該地的平均海拔高度為513米（即1683英尺）。